# Зенин, Илларион Степанович
Илларион Степанович Зенин (1916—1993) — подполковник Советской Армии, участник Великой Отечественной войны, Герой Советского Союза (1944).

## Биография

Могила Зенина на Волковском кладбище Санкт-Петербурга.

Илларион Зенин родился 29 августа 1916 года в селе Красное Знамя (ныне — Аркадакский район Саратовской области). Окончил два курса Саратовского геодезического техникума. В 1937 году Зенин был призван на службу в пограничные войска НКВД СССР. В 1941 году он окончил Саратовское военное училище НКВД СССР. С того же года — на фронтах Великой Отечественной войны. Участвовал в боях под Ленинградом, в том числе обороне Шлиссельбурга, боях у Невской Дубровки, прорыве блокады Ленинграда, освобождении Ленинградской области и Эстонской ССР. В боях Зенин три раза был ранен и контужен. К июню 1944 года капитан Илларион Зенин командовал батальоном 314-го стрелкового полка 46-й стрелковой дивизии 21-й армии Ленинградского фронта. Отличился во время боёв на Карельском перешейке.
Ночью накануне наступления 10 июня 1944 года Зенин скрытно выдвинул вперёд свой батальон. Во время артиллерийской подготовки он первым в дивизии переправился через реку и пошёл на штурм укреплений противника. Когда бойцы его батальона залегли под массированным вражеским огнём, Зенин поднял своих бойцов в атаку, разгромив противника. Только за первый час боя его батальон вклинился в оборону противника на 4 километра и разгромил опорный пункт противника одновременным ударом с двух сторон. Благодаря действиям батальона Зенина командование ввело в прорыв основные силы, отбросив войска противника к Койвисто и Выборгу.
Указом Президиума Верховного Совета СССР от 21 июля 1944 года капитан Илларион Зенин был удостоен высокого звания Героя Советского Союза с вручением ордена Ленина и медали «Золотая Звезда» за номером 4905.
После окончания войны Зенин продолжил службу в Советской Армии. В 1958 году в звании подполковника он был уволен в запас. Проживал в Ленинграде, работал начальником автоколонны на автобазе.
Скончался 30 ноября 1993 года, похоронен на Волковском кладбище Санкт-Петербурга.
Был также награждён двумя орденами Красного Знамени, орденами Отечественной войны 1-й степени и Красной Звезды, рядом медалей.

## Память
- Мемориальная доска в память о Зенине установлена Российским военно-историческим обществом на здании Краснознамёнской средней школы, где он учился.